# Francis Fukuyama
Pour les articles homonymes, voir Fukuyama (homonymie).
Francis Fukuyama, né le 27 octobre 1952 à Chicago, est un chercheur en science politique américain.
Intellectuel influent, connu pour ses thèses sur la fin de l'Histoire, en particulier grâce à son ouvrage La Fin de l'histoire et le Dernier Homme, Francis Fukuyama est professeur d'économie politique internationale à la SAIS de l'université Johns-Hopkins, campus de Washington.
Il fait partie du conseil des International Forum for Democratic Studies du National Endowment for Democracy et a été un des membres du département de science politique de la RAND Corporation.

## Biographie
Son grand-père paternel a fui la guerre russo-japonaise de 1904-1905 et a ouvert un magasin sur la côte ouest des États-Unis avant d'être interné pendant la Seconde Guerre mondiale. Son père, Yoshio Fukuyama (en) (1921-1995), est théologien.

### Formation
Il est titulaire d'un Bachelor of Arts en « Classics » de l'université Cornell. Il étudie ensuite la littérature comparée à Yale et effectue un échange à Paris, où il suit les cours de Jacques Derrida et Roland Barthes. Il abandonne cependant ces études et se réoriente vers la science politique et il obtient un PhD à Harvard.

### Idées politiques
Selon Laurent Ferri, il est une pièce maîtresse de la communication de l'administration Reagan et l'une des figures du néoconservatisme américain héritier d'Irving Kristol.
Il soutient dans les années 1980 l'armement par les États-Unis des djihadistes afghans afin d'infliger le plus grand nombre de pertes aux Soviétiques dans le cadre de la guerre d'Afghanistan.
Il a participé activement au Projet pour le nouveau siècle américain, lancé en 1997. Il a signé une pétition recommandant au président Bill Clinton de renverser le dictateur irakien Saddam Hussein. Il a cependant désapprouvé l'invasion de l'Irak dans son principe et telle qu'elle a été réalisée, et a appelé à la démission de Donald Rumsfeld du secrétariat à la Défense. Cela ne l'a pas empêché, en 2004, de servir l'administration Bush en tant que membre du Conseil présidentiel de bioéthique. Il préconise aujourd'hui en relations internationales la promotion de la démocratie par le soft power et annonce le grand retour des réalistes après le départ de George W. Bush.
Plus récemment, Fukuyama déclare que ses idées se sont éloignées de celles des néo-conservateurs. Il a ainsi soutenu le candidat démocrate Barack Obama lors de la campagne pour l'élection présidentielle de 2008 mais s'est dit par la suite déçu de son premier mandat.

### La Fin de l'histoire
Le concept de fin de l'Histoire est souvent attribué à Hegel[réf. nécessaire], bien qu'il n'ait pas été explicitement formulé par lui-même, mais interprété par ses commentateurs et exégètes, comme Alexandre Kojève. Karl Marx, pour qui l'humanité n'était pas encore sortie de sa préhistoire, le critique. Pour Fukuyama comme pour Hegel[réf. nécessaire], l'Histoire s'achèvera le jour où un consensus universel sur la démocratie mettra un point final aux conflits idéologiques.
Fukuyama publia un premier article sur le sujet (The end of History?) au cours de l'été 1989 dans la revue The National Interest (article repris dans la revue française Commentaire no 47, automne 1989). Il en développe les thèses dans un livre controversé publié en 1992, La Fin de l'histoire et le Dernier Homme. Il défend l'idée que la progression de l'histoire humaine, envisagée comme un combat entre des idéologies, touche à sa fin avec le consensus sur la démocratie libérale qui tendrait à se former après la fin de la guerre froide. 
En 2018, il revient sur sa position, notamment face à l’essor économique et politique de la république populaire de Chine, estimant que Pékin « est de loin le plus gros défi au récit de la “fin de l’histoire”, puisqu’elle s’est modernisée économiquement tout en restant une dictature »,. En 2022, il exprime un avis plus nuancé, en expliquant que, si la démocratie libérale est fragilisée depuis les 15 dernières années, cela ne signifie pas pour autant que le récit de la « fin de l'histoire » est faux, car aucune des alternatives proposées ne semble faire mieux.
Pour Philip Ball, ce livre est devenu « la risée des critiques de la futurologie », compte tenu du fait que les démocraties libérales ne sont pas devenues la forme ultime de tous les états développés. 

### La Fin de l'homme
Dans La Fin de l'homme (« Our Post human Future: Consequences of the Biotechnology Revolution ») paru en 2002, Fukuyama exprime ses inquiétudes face aux progrès des biotechnologies et en particulier de leurs applications possibles sur l'être humain. Comme elles seront capables de transformer l'homme à un degré insoupçonné jusqu'ici, elles risquent d'avoir des conséquences extrêmement graves sur le système politique. Il est un adversaire résolu du transhumanisme, mouvement appelant de ses vœux de nombreuses évolutions technologiques afin de modifier l'humain et la société, notamment dans le domaine des biotechnologies.

### Ouvrages originaux en anglais
- The End of History and the Last Man. Free Press, 1992.  (ISBN 0-02-910975-2)
- Trust: The Social Virtues and the Creation of Prosperity. Free Press, 1995.  (ISBN 0-02-910976-0)
- The Great Disruption: Human Nature and the Reconstitution of Social Order. Free Press, 1999.  (ISBN 0-684-84530-X)
- Our Post human Future: Consequences of the Biotechnology Revolution. Farrar, Straus and Giroux, 2002.  (ISBN 0-374-23643-7)
- State-Building: Governance and World Order in the 21st century. Cornell University Press, 2004.  (ISBN 0-8014-4292-3)
- America at the Crossroads: Democracy, Power, and the Neoconservative Legacy (Yale University Press, 2006).  (ISBN 0-300-11399-4)
- After the Neo Cons: Where the Right went Wrong. Profile Books, 2006.  (ISBN 1-86197-922-3) (publié aux États-Unis sous le titre America at the Crossroads, voir ci-dessus)
- Falling Behind: Explaining the Development Gap between Latin America and the United States, éd. Oxford University Press, 2008.  (ISBN 978-0-19-536882-6)
- The Origins of Political Order. Profile Books, 2011.  (ISBN 978-1846682568)
- Political Order and Political Decay. Profile Books, 2014.  (ISBN 978-1846684364)
- Identity: The Demand for Dignity and the Politics of Resentment. Farrar, Straus and Giroux, 2018.  (ISBN 978-0374906740)
- Liberalism and Its Discontents, New York: Farrar, Straus and Giroux. 2022.

### Ouvrages traduits en français
- La Fin de l'histoire et le Dernier Homme [« The End of History and the Last Man »], Flammarion, 1992, 452 p. (ISBN 978-2-08-211548-3)
- La confiance et la puissance : vertus sociales et prospérité économique [« Trust: The Social Virtues and the Creation of Prosperity »], Plon, 1997, 412 p. (ISBN 978-2-259-02711-3)
- La Fin de l'homme : Les Conséquences de la révolution biotechnique [« Our Post human Future: Consequences of the Biotechnology Revolution »], La Table Ronde, 2002, 366 p. (ISBN 978-2-7103-2520-8) ; réédition Folio, 2004, 448 p.  (ISBN 978-2070304431)
- Le Grand Bouleversement : La nature humaine et la reconstruction de l'ordre social [« The Great Disruption: Human Nature and the Reconstitution of Social Order »], La Table Ronde, 2003, 416 p. (ISBN 978-2-7103-2630-4)
- State Building : Gouvernance et ordre du monde au XXIe siècle [« State-Building: Governance and World Order in the 21st century »], La Table Ronde, 2005, 204 p. (ISBN 978-2-7103-2744-8)
- D'où viennent les néo-conservateurs ? [« America at the Crossroads: Democracy, Power, and the Neoconservative Legacy »] (trad. de l'anglais), Paris, Grasset, 2006, 91 p. (ISBN 978-2-246-71371-5) - traduction du seul chapitre The Neoconservative Legacy
- Jours de colère : L'esprit du capitalisme, Paris, Descartes et Cie, 2009, 159 p. (ISBN 978-2-84446-130-8) (en collaboration avec Pierre Dockès, Marc Guillaume, Peter Sloterdijk)
- Le Début de l'histoire : Des origines de la politique à nos jours [« The Origins of Political Order »] (trad. de l'anglais), Paris, Éditions Saint-Simon, 2012, 472 p. (ISBN 978-2-915134-57-5)
- Libéralisme : vents contraires ["Liberalism and its discontents"] (trad. de l'anglais), Paris, Éditions Saint-Simon, 2023.  (ISBN 9782374350394)

## Autres
Francis Fukuyama est membre du conseil scientifique de la revue Politique américaine, une publication de l'Institut Choiseul.